# Caloplaca digitaurea
Caloplaca digitaurea је врста лишајева из породице Teloschistaceae. Пронађен је у Чилеу, а 2011. је описан као нов за науку.